# Antoine Baumé
Antoine Baumé (Senlis, 26 febbraio 1728 – Parigi, 15 ottobre 1804) è stato un chimico, farmacista e inventore francese del XVIII secolo.

## Biografia
Antoine Baumé nacque in una famiglia di albergatori a Senlis (Oise) nel 1728. Iniziò a lavorare all'età di 13 anni presso uno speziale a Compiègne. Nel 1745 proseguì come apprendista in una farmacia parigina nel dispensario del famoso Étienne-François Geoffroy, noto come Geoffroy l'Aîné. Nel dicembre 1751 gli venne riconosciuto il titolo di maestro speziale.
Entrato come professore di chimica al Collège de France nel 1752, istituì nel 1757 con Pierre-Joseph Macquer un corso di chimica, di cui fu dimostratore fino al 1773, compiendo numerosi esperimenti sulle materie più disparate: preparazione del mercurio, cristallizzazione dei sali, lavorazione della porcellana, tintura dei tessuti, conservazione del grano, doratura degli orologi, ecc. Contribuì con diversi articoli di chimica, assieme a Philippe Macquer, alla pubblicazione di un dizionario enciclopedico: il Dictionnaire portatif des arts et métiers, pubblicato con la prefazione di Pierre-Joseph Macquer, fratello di Philippe, nel 1767.
Nel 1767, questo chimico specializzato nelle salamoie sviluppò metodi di produzione su larga scala e gestì la prima fabbrica francese che vendeva cloruro d'ammonio o sale di clorammonio. Dedicò al progresso della scienza una fortuna acquisita dal suo lavoro, divenendo nel 1773 membro dell'Accademia delle scienze, di cui divenne residente nel 1785.
Fu autore di numerose memorie e articoli sui temi più disparati, stimati ai suoi tempi. Rovinato dalla Rivoluzione, riprese la carriera industriale e commerciale che aveva abbandonato nel 1787 con la cessazione dell'attività della sua fabbrica chimica. Fu eletto socio dell'Institut de France nel 1796, durante la sua riorganizzazione, ma il suo attaccamento alla teoria del flogisto gli impedì di raggiungere un grado superiore.

### Invenzioni e contributo scientifico

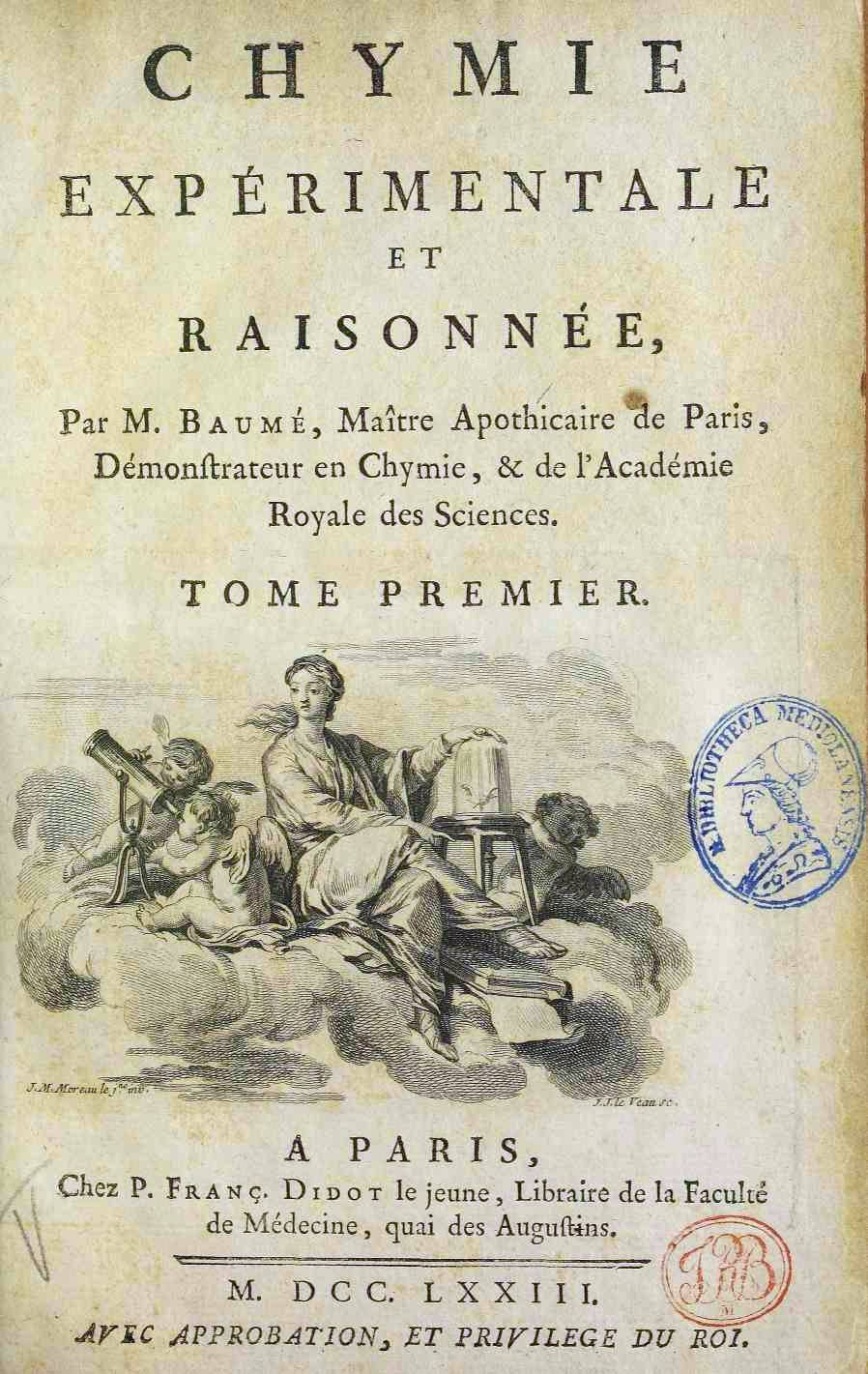
Chymie expérimentale et raisonnée, vol. I, 1773

A Baumé si devono diverse invenzioni utili alle arti, diversi processi di tintura e doratura; riuscì a rendere comparabili i termometri e inventò l'idrometro (dal greco αραιός, non molto denso, e μετρον, misura) e la relativa scala che porta il suo nome: il grado Baumé. Questo idrometro a peso costante può misurare la concentrazione di qualsiasi soluzione. La graduazione in gradi Baumé (° Bé) è arbitraria ed è valida solo a una data temperatura (il peso specifico di una soluzione varia con la temperatura), da cui la necessità di disporre di tabelle di correzione basate sulla temperatura.
Baumé fu un sostenitore delle dottrine chimiche di Stahl e un oppositore della rivoluzione operata nella scienza da Lavoisier. La sua determinazione a difendere la teoria del flogisto in quest'era di rivoluzione scientifica gli nocque molto. Nell'edizione del 1795 dei suoi Éléments de pharmacie théorique et pratique tentò di dimostrare che l'acqua non è composta da idrogeno e ossigeno confutando gli esperimenti di Lavoisier e Laplace.
Antoine Baumé va comunque inserito nel suo contesto storico. Non era particolarmente retrogrado poiché nella sua opera Chymie expérimentale et raisonnée del 1773 si scagliò contro la pietra filosofale, supposto rimedio di tutti i mali, e contro gli alchimistiː
( Chymie expérimentale et raisonnée, vol. 3, 1773,  pp. 616-630.)

## Opere
- Dissertation sur l'æther: dans laquelle on examine les différens produits du mêlange de l'esprit de vin avec les acides minéraux, Jean-Thomas Hérissant, 1757,  p. 332.
- Eléments de Pharmacie théorique et pratique, 1762 (9 edizioni dal 1762 al 1818)
  - Eléments de Pharmacie théorique et pratique, Samson, Paris Nouvelle, 1770;  3ª ed. 1773;  4ª ed. 1777; 5ª ed. 1784
  -  Éléments de pharmacie théorique et pratique, C.N. Guillon-d'Assas, 1795,  p. 835.
- Manuel de chymie ou exposé des opérations de la chymie et de leurs produits, 1763.
  -  Manuel de chymie, ou Exposé des opérations de la chymie et de leurs produits, vol. 1766, P. F. Didot le jeune,  p. 501.
- Chymie expérimentale et raisonnée, vol. 1, Paris, Pierre François Didot (il giovane), 1773.
- Chymie expérimentale et raisonnée, vol. 2, Paris, Pierre François Didot (il giovane), 1773.
- Chymie expérimentale et raisonnée, vol. 3, P. F. Didot le jeune, 1773.
- Mémoire sur la meilleure manière de construire les alambics et fourneaux, P. F. Didot le jeune, 1778,  p. 128.
- Mémoires sur les argiles, 1796.
- Mémoire sur les marrons d'Inde, 1797,  p. 92.